# Anna-Lisa Almqvist
Anna Elisabeth (Anna-Lisa) Carlsdotter Schenström-Almqvist, född 24 oktober 1903 i Stockholm, död 28 mars 1993 i Maria Magdalena församling i Stockholm, var en svensk författare av barnböcker och flickböcker samt tecknare, målare och grafiker.

## Biografi
Anna-Lisa Almqvist var dotter till civilingenjören Carl Gerhard Schenström och Hedvig Ellen von Fieandt och gift 1929–1937 med Bertil Almqvist, samt syster till keramikern Tora Oldenburg. Hon ville som ung bli konstnär och studerade konst vid Heymanns Kunstschule i München 1924–1926 och vid Konstakademins etsningsskola 1926–1927 samt vid Fredrikssons målarskola i Stockholm genom självstudier under resor till Paris. Hon startade kaféet Karlavagnen i Stockholm och Stockholms första privata bokutlåning, Bokbaren på Regeringsgatan. I början av 1940-talet köpte hon en cirkushäst billigt, som inspirerade henne till hennes första hästbok, Babina, en cirkushäst berättar. Hon flyttade ut på landet med häst och dotter och skrev många populära flickböcker om hästar. Särskilt populär blev serien om Annika, Harry och hästen Turk. En del av hennes böcker översattes till norska, danska, finska och tyska.
Anna-Lisa Almqvist är gravsatt i minneslunden på Skogskyrkogården i Stockholm.

## Konsten
Anna-Lisa Almqvist medverkade i utställningen Humoristernas salong på Gummesons konsthall 1931 och i samlingsutställningar på Liljevalchs konsthall. Hennes konst består av figurkompositioner, skämtbilder, illustrationer utförda i akvarell eller som teckningar. 

## Författarskap
Anna-Lisa Almqvist skrev böcker med deckargåtor, och brottslingarna gavs en psykologisk bakgrund. Ofta gäller deckargåtorna hästar och hundar. De böcker med deckargåtor som Almqvist skrev under 1940- och 1950-talen hade ingen seriekaraktär, förutom de tre böckerna om Kim. Böckerna om Annika karakteriseras som en långseriebok då de har ett likartat innehåll och samma huvudperson.
Birgitta Theander har i en undersökning av flickböcker 1945–1965 analyserat texternas uppbyggnad och berättandet. Anna-Lisa Almqvists böcker har ett enkelt och rättframt språk. Detta är en tradition som kan spåras till 1700-talet, då författare ville uttrycka sig så för att skapa en känsla av trovärdighet och äkthet. Almqvists prosa är livfull och lättflytande. Anna-Lisa Almqvists bok En flicka i sadeln hör till de böcker som trycktes om flest gånger under perioden 1945–1965. Boken kom ut i fyra upplagor 1947–1952. Denna bok har sällskap av exempelvis Åke Holmbergs Gritt. Flickan som ägde en van Gogh, Ruby Fergusons Jill stallflickan och Ester Ringnér-Lundgrens bok Det är Lotta, förstås!. I en sammanställning av utlåningssiffror för åren 1959–1965 har Almqvist ett snitt på ca 59 000 utlån, jämfört med Martha Sandwall-Bergström som toppar listan med omkring 250 000 utlån och Irma S:t Cyr Jonsson med ett snitt på ca 48 000 utlån.